# Relações entre Rússia e Síria
As relações entre Rússia e Síria são as relações diplomáticas estabelecidas entre a Federação Russa e a República Árabe da Síria. A Rússia possui uma embaixada em Damasco e um consulado em Alepo, e a Síria possui uma embaixada em Moscou. Como, até recentemente, com a maioria dos países árabes, a Rússia desfruta de um relacionamento historicamente forte, estável e amigável com a Síria.

## Guerra Civil Síria
A Rússia tem apoiado o governo internacionalmente reconhecido da Síria desde o início do conflito, em 2011: politicamente, com ajuda militar, e também através do envolvimento militar direto. A intervenção militar russa na Guerra Civil da Síria começou em setembro de 2015, após um pedido de auxílio militar oficial do governo sírio contra os grupos rebeldes e jihadistas. A intervenção inicialmente consistia em ataques aéreos disparados por aeronaves russas estacionadas na base aérea de Khmeimim, em alvos principalmente no noroeste da Síria, contra grupos militantes que se opõem ao governo sírio, incluindo a Coalizão Nacional da Síria, o Estado Islâmico do Iraque e do Levante, a Frente al-Nusra e o Exército da Conquista. Além disso, conselheiros militares russos e forças de operações especiais estavam estacionados na Síria. Antes da intervenção, o envolvimento da Rússia na Guerra Civil Síria consistia principalmente em fornecer equipamentos militates ao Exército Sírio.

## Política

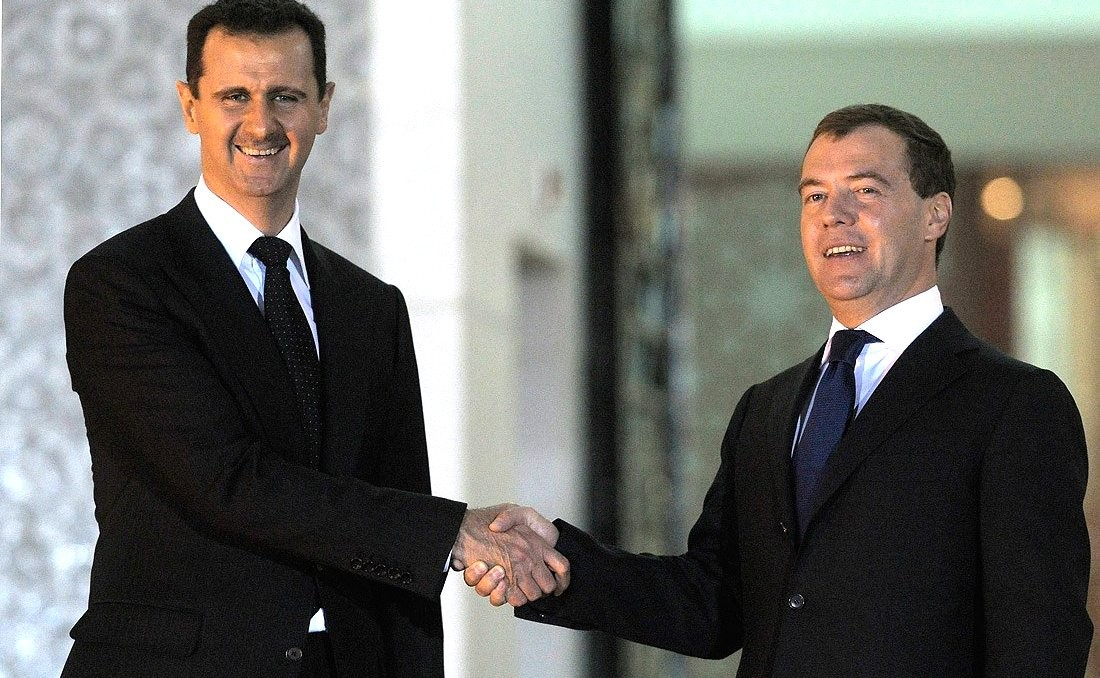
O presidente da Rússia, Dmitry Medvedev, com o presidente da Síria, Bashar al-Assad.

Com uma forte aliança com a Síria, a Rússia vetou junto à China duas resoluções no Conselho de Segurança das Nações Unidas relativas à condenação da repressão realizada pelo regime de Bashar al-Assad. A Rússia, que também tem criticado maiores sanções contra a Síria pelos países do Ocidente e da Liga Árabe, possui relações políticas e estratégicas próximas com o regime de Assad, e têm sido o maior fornecedor de armas do país.
Em meados de março de 2011, o chefe da diplomacia russa, Sergey Lavrov, acusou a oposição síria de fazer o país correr o risco de uma "guerra civil". O primeiro-ministro Vladimir Putin, inclusive, afirmou que a Rússia não possui "nenhuma relação especial com a Síria".

## Cooperação militar
Desde 1971, os russos têm arrendado instalações portuárias em Tartus para a sua frota naval. Entre 1992 e 2008, essas instalações estiveram bastante precárias, no entanto, as obras iniciaram simultaneamente com a Guerra na Ossétia do Sul em 2008, para melhorar as instalações do porto com o objetivo de oferecer suporte a uma maior presença da Marinha da Rússia no Mar Mediterrâneo.